# Чен Жуолин
Чен Жуолин (кин: 陈若琳 пинјин Chén Ruòlín) је кинеска скакачица у воду, у дисциплини скокова са платформе појединачно и синхронизовано.

## Каријера
Чен Жуолин (Ђангсу, 12. децембар 1992) је једна од најбољих скакачица у воду у дисциплини синхронизованих скокова са платформе од 10 метара. Први значајнији резултат који је остварила је била победа на Азијским играма 2006. у Дохи и Светском првенству 2007. у Мелбурну. На Олимпијске играма 2008. у Пекингу је освојила две златне медаље. Том успеху додала је четвороструку титулу светске првакиње и двоструку првакиње Азије.
Ове титуле освајала је са три партнерке, до Олимпијских игара у Пекингу то је била Тонг Ђа, на Олимпијским играма и Светском првенству 2009. у Риму Ванг Син. Данас се такмичи у пару са Ванг Хао.